# 孝文廃皇后
孝文廃皇后（こうぶんはいこうごう、生没年不詳）は、北魏の孝文帝の最初の皇后（廃皇后）。姓は馮氏、諱は不詳。

## 経歴
馮熙の娘として生まれた。文明太后の姪に当たる。493年（太和17年）4月、皇后に立てられた。孝文帝が南征すると、皇后は平城に残った。孝文帝が洛陽に遷都すると、皇后は六宮を率いて洛陽に移った。孝文帝は皇后の姉（のちの幽皇后）を寵愛するようになり、皇后に対する愛は衰えた。皇后の姉は妹について讒言を繰り返した。496年（太和20年）7月、皇后は廃位されて庶人となった。出家して練行尼となり、後に瑤光寺で死去した。

## 伝記資料
- 『魏書』巻13 列伝第1
- 『北史』巻13 列伝第1